# جاتال هويوك

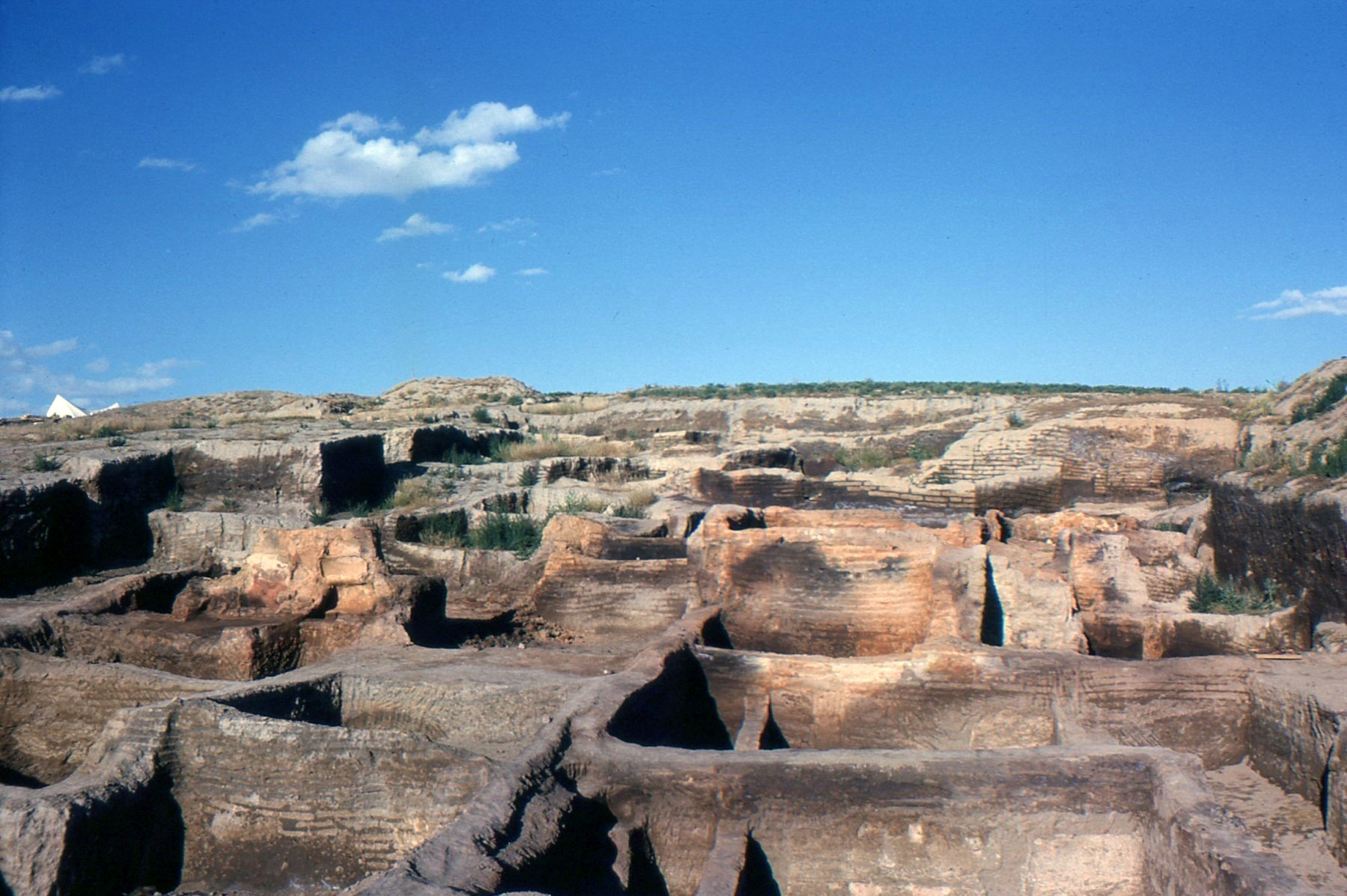
"تشاتال هويوك".

چاتال هويوك (بالتركية: Çatalhöyük)‏ وتُنطق: «تشاتال هويوك»، مستوطنة كبيرة جدًا كانت في العصر الحجري الحديث ومدينة بدائية (مدينة حقيقية ولكنها تفتقر للتخطيط والحكم المركزي) في العصر النحاسي في جنوب الأناضول، والتي كانت موجودة من 7500 قبل الميلاد تقريبًا إلى 5700 قبل الميلاد، وازدهرت حوالي 7000 سنة قبل الميلاد. في يوليو 2012، تم تسجيلها كموقع تراث عالمي.

## التسمية
كلمة «تشاتال» (بالتركية: Çatal)‏ معناها: «مُتشعب»، وكلمة «هويوك» (بالتركية: Höyük)‏ معناها: «تل كبير».